# 白领公寓
《白领公寓》是胡雪杨指导，安在旭、董洁等人出演的偶像剧，该作主要讲述的是几个到上海打拼的几个人身上发生的故事。该剧是中国第一个有韩国演员出演的电视剧。

## 剧情简介
任菲儿为了实现舞蹈梦想，于是来到了上海，并和从国外回归的裔天合租。虽然二人最初闹了很多矛盾，但是最后他们还是在彼此的努力下以及相处中成为了情侣。

## 演员表
- 安在旭
- 董洁
- 墨阳
- 谢润
- 刘孜
- 王正佳

## 音乐原声
- 主题曲
  - 曲名：爱随身携带
  - 作词：王海涛
  - 作曲：黄征
  - 演唱：黄征
- 片尾曲
  - 曲名：我们
  - 作词：崔梦琪
  - 作曲：许永镇
  - 演唱：安在旭

## 相關連結
- 豆瓣电影上《白领公寓》的資料 （简体中文）